# Nudo Gilwell

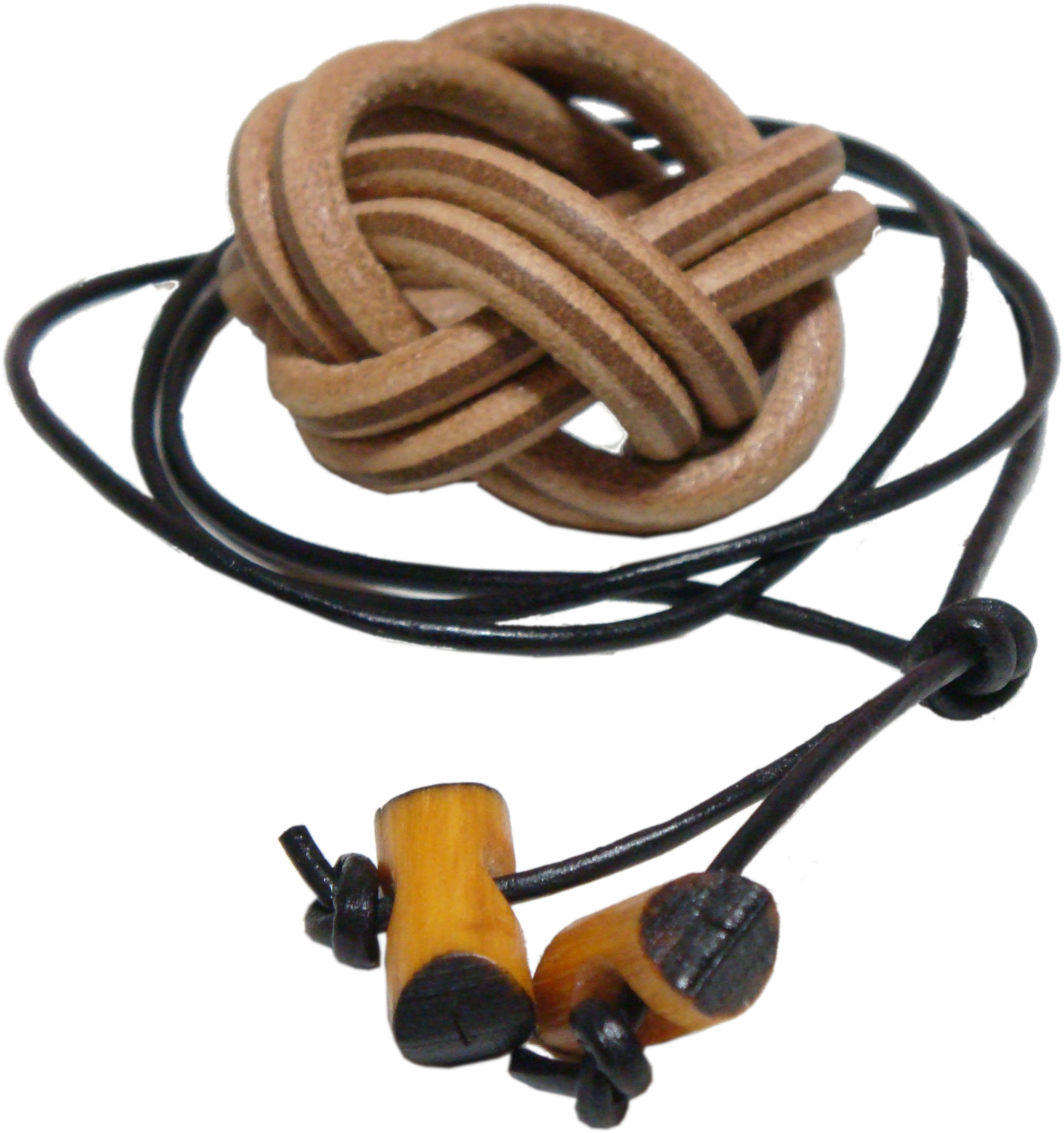
Nudo cabeza de turco o Nudo Gilwell

El Nudo Gilwell, 'pasapañoletas' o 'pasafular', también llamado Nudo cabeza de turco, es un dispositivo usado para sujetar el pañuelo, fular o pañoleta usados por los scouts. Suelen estar hechos de distintos materiales como cuero, madera, hueso o metal.

## Nudo Gilwell
El pasapañoletas diseñado por Baden-Powell comenzó a conocerse como el Nudo Gilwell, ha sido tradicionalmente regalado a los jefes scouts que han completado su formación como dirigentes juveniles o Insignia de Madera. Los 'scouters' formados eran admitidos en la 1ª Tropa Scout del Parque Gilwell, con el nudo Gilwell como uno de sus símbolos. Debido a su asociación no es usado por otros exploradores.

## Orígenes del nudo
Los primeros scouts hacían un nudo en su pañoleta para fijarlo en el cuello. En Estados Unidos se hicieron experimentos con los anillos de hueso, cuerda o madera.
Un joven scout llamado Bill Shankley, quien fue responsable de la realización de un taller y el desarrollo de ideas para el equipo de campamento en Gilwell Park, se fijó en los nudos de América, y se dispuso a crear algo similar. El resultado fue el nudo Gilwell.
Bill Shankley dijo sobre el origen del nudo:
...Ellos (Los Scouts) anudaban sus pañoletas, lo que normalmente la dejaba arrugada y con las puntas hacia afuera. Pero en Estados Unidos los primeros scouts solían utilizar diversos elementos para hacer sujetadores para ellas —Los llamaban «canica útil» (Boon-Doggle)—. ...Utilicé, un trozo redondo de correa delgada de cuero, que se utiliza para unir el motor de una máquina de coser y la tejí en forma de anillo lo mas pulcro que pude, le envié y fue aceptado. Lo llamé «Wooggle» y por este nombre se le conoce en el mundo.
Es de aclarar que en el mundo hispano - hablante se le conoce por el nombre del Parque Gilwell.
La primera referencia conocida a un nudo Gilwell es la edición de junio de 1923 Revista «The Scout». El término se aplicó rápidamente a otros diseños de sujetador, de muchas formas y tamaños, y hoy es utilizado en todo el mundo.
La palabra anillo se utilizó en las ediciones del Manual Scout [Escultismo para Muchachos] hasta 1929 cuando Baden-Powell lo cambió en la 14 ª edición:
La [pañoleta] se puede sujetar en la garganta con un nudo o pasapañoletas, que es una forma de anillo de cuerda, metal o hueso, o lo que quieras.